# Zigmantas Balčytis
Zigmantas Balčytis (n. Rajongemeinde Šilutė, Lituania, 16 de noviembre de 1953) es un político, economista y matemático lituano. Es miembro del Partido Socialdemócrata Lituano (LSDP). En 2001 pasó a ser diputado del Seimas (parlamento). Desde 2001 a 2005 fue Ministro de Transporte y desde ese último año a 2007 fue Ministro de Hacienda. A su vez en 2006 fue Primer Ministro de Lituania interino. Fue elegido eurodiputado al Parlamento Europeo tras las Elecciones Europeas de 2009. 
Actualmente es líder del LSDP para las elecciones presidenciales.

## Biografía
Nacido en el distrito lituano de Rajongemeinde Šilutė en el año 1953. Es licenciado en Economía y Matemáticas por la Universidad de Vilna.
Tras finalizar sus estudios superiores comenzó trabajando en el área de las finanzas y seguidamente ocupó diversas funciones en el Ministerio de Industria, también trabajó en el sector privado.
Ya desde el año 1990, era miembro del Partido Democrático Laborista (sucesor del Partido Comunista de Lituania) y también pertenecía a la organización juvenil comunista, Komsomol, hasta su disolución en 1991. Años más tarde en 1995 comenzó su carrera profesional en el mundo de la política, siendo miembro del Consejo municipal de la ciudad de Vilna. 
Tras la fusión del Partido Democrático Laborista con el Partido Socialdemócrata Lituano (LSDP), pasó a ser un miembro destacado del partido y en 2001 fue elegido como diputado al Seimas (Parlamento Nacional Lituano), por las listas de LSDP y por la circunscripción electoral de Šilalė-Šilutė, logrando su reelección al parlamento en 2004 y 2008. Durante estos años como diputado, ha pertenecido a los gobiernos de Algirdas Brazauskas y Gediminas Kirkilas, siendo desde julio de 2001 a abril de 2005, Ministro de Transportes y seguidamente desde ese último año fue Ministro de Hacienda, hasta que en marzo de 2007 presentó su renuncia por el escándalo relacionado con su hijo por el uso de los fondos de la Unión Europea, caso del que rápidamente fue absuelto.
A su vez mientras era Ministro de Hacienda, tras la renuncia de Algirdas Brazauskas como primer ministro, el día 1 de junio de 2006 en su sucesión pasó a ocupar el cargo de Primer Ministro de Lituania interino, hasta el 4 de julio de ese año fue aprobado por el parlamento el nombramiento de Gediminas Kirkilas.
En las Elecciones al Parlamento Europeo de 2009, se presentó como número 4 en la lista de los socialdemócratas, logrando ser elegido finalmente como uno de los eurodiputados al Parlamento Europeo. Como eurodiputado ha pertenecido a diferentes comisiones parlamentarias y delegaciones.
Actualmente en 2014 se ha convertido en líder del Partido Socialdemócrata Lituano, para las Elecciones presidenciales de 2014 como uno de los principales candidatos a la presidencia del país.
El 19 de octubre de 2021, Balčytis dejó el SDLP y se unió al partido recién formado En nombre de Lituania.